# Кински, Пола
По́ла Ки́нски (нем. Pola Kinski; настоящее имя — По́ла Накши́ньски, нем. Pola Nakszyński; 23 марта 1952, Берлин) — немецкая актриса.

## Биография
Родилась в семье немецкого актёра Клауса Кински и его первой жены Гизлинды Кюльбек. Получила имя в честь персонажа романа Достоевского «Преступление и наказание» — девочки Поли, младшей сестры Сони Мармеладовой. Родители развелись в 1955 году, когда ей было три года, в последующие годы она проводила время с каждым из своих родителей. По её словам, Клаус Кински тратил на неё много денег, до 17 лет он выбирал, что ей носить из одежды. После развода её мать снова вышла замуж. Её единокровные брат и сестра — Николай Кински и Настасья Кински, дети Клауса Кински от других браков. В детстве они редко видели друг друга.
В начале 1970-х годов изучала актёрское мастерство в театральной школе Отто Фалькенберга в Мюнхене. Играла в драматическом театре Шаушпильхаус в Бохуме и Немецком драматическом театре в Гамбурге. В 1970-е годы она работала с театральными режиссёрами Петером Цадеком и Иваном Нагелем. С 1977 года работала в качестве внештатной актрисы. Снялась в нескольких кино- и телевизионных фильмах.
В автобиографии «Устами младенца» («Kindermund», 2012) заявила, что в детстве отец насиловал её до 19 лет.
Замужем за юристом, трое детей.

## Фильмография

### Телевидение
- 1977 — Das Ende der Beherrschung
- 1977 — Fehlschuß)
- 1981 — Im Regen nach Amerika
- 1981 — Don Quichottes Kinder
- 1983 — Das Dorf
- 1985 — Ein Fall für zwei: Fluchtgeld
- 1986 — Wanderungen durch die Mark Brandenburg
- 1987 — Komplizinnen
- 2001 — Bella Block: Bitterer Verdacht
- 2004 — Tatort: Hundeleben

### Кино
- 1978 — Zwischengleis
- 1980 — Ohne Rückfahrkarte
- 1980 — Sonntagskinder
- 2007 — Wir werden uns wiederseh’n